# Rue de Bretagne
Rue de Bretagne je ulice v Paříži v historické čtvrti Marais. Nachází se ve 3. obvodu.

## Poloha
Ulice vede od křižovatky s Rue de Turenne a Rue Vieille-du-Temple, kde navazuje na Rue Froissard. Končí na křižovatce s Rue du Temple, kde na ni navazuje Rue Réaumur.

## Historie
Nese jméno bývalé francouzské provincie Bretaně. Francouzský král Jindřich IV. plánoval vybudovat ve čtvrti Marais rozsáhlé náměstí Place de France, z jehož realizace po králově smrti sešlo. Na tomto náměstí mělo končit osm ulic a každá měla nést jméno jedné významné provincie.
Ulice se skládá ze dvou částí, které byly spojeny ministerskou vyhláškou z 18. února 1851:
- první část mezi Rue de Turenne a Rue de Beauce vytvořená pro projekt Jindřicha IV. měla být tvořena domy v jednotném stylu (napojené na náměstí). Tato část se vždy nazývala Rue de Bretagne, s výjimkou úseku mezi Rue de Beauce a Rue Charlot (asi 75 m), která nesla jméno Rue de Bourgogne
- druhá část se původně nazývala Rue de la Corderie-du-Temple, Rue de la Corderie-au-Marais nebo Rue Cordière a probíhala podél zdí templářského chrámu. Poprvé se vyskytuje na mapě z roku 1530.

## Zajímavé objekty
- domy č. 39–41: tržnice Enfants-Rouges chráněná jako historická památka
- dům č. 49: v roce 1910 se zde Vladimir Iljič Lenin při své návštěvě Paříže zúčastnil setkání revolucionářů.